# Улласте
У́лласте (ест. Ullaste küla) — село в Естонії, у волості Ганіла повіту Ляенемаа.

## Населення
Чисельність населення на 31 грудня 2011 року становила 8 осіб.